# Jānis Krūmiņš
Jānis Krūmiņš (russisk: Янис Янович Круминьш tr. Janis Janovitj Kruminsj ; født 30. januar 1930 i Raiskuma pagasts i Letland, død 20. november 1994 i Ādaži i Letland) var en sovjetisk basketballspiller med lettisk baggrund. Godt hjulpet af sin højde på 220 centimeter, var Krūmiņš den første kæmpe centerspiller, der dominerede europæisk basketball i mange år.
Som spiller for det sovjetiske basketballlandshold var Krūmiņš med til at vinde tre guldmedaljer ved EM i basketball i  1959, 1961 og 1963. Han var også med til at vinde tre sølvmedaljer ved de olympiske lege i 1956, 1960 og 1964.